# Rybníky

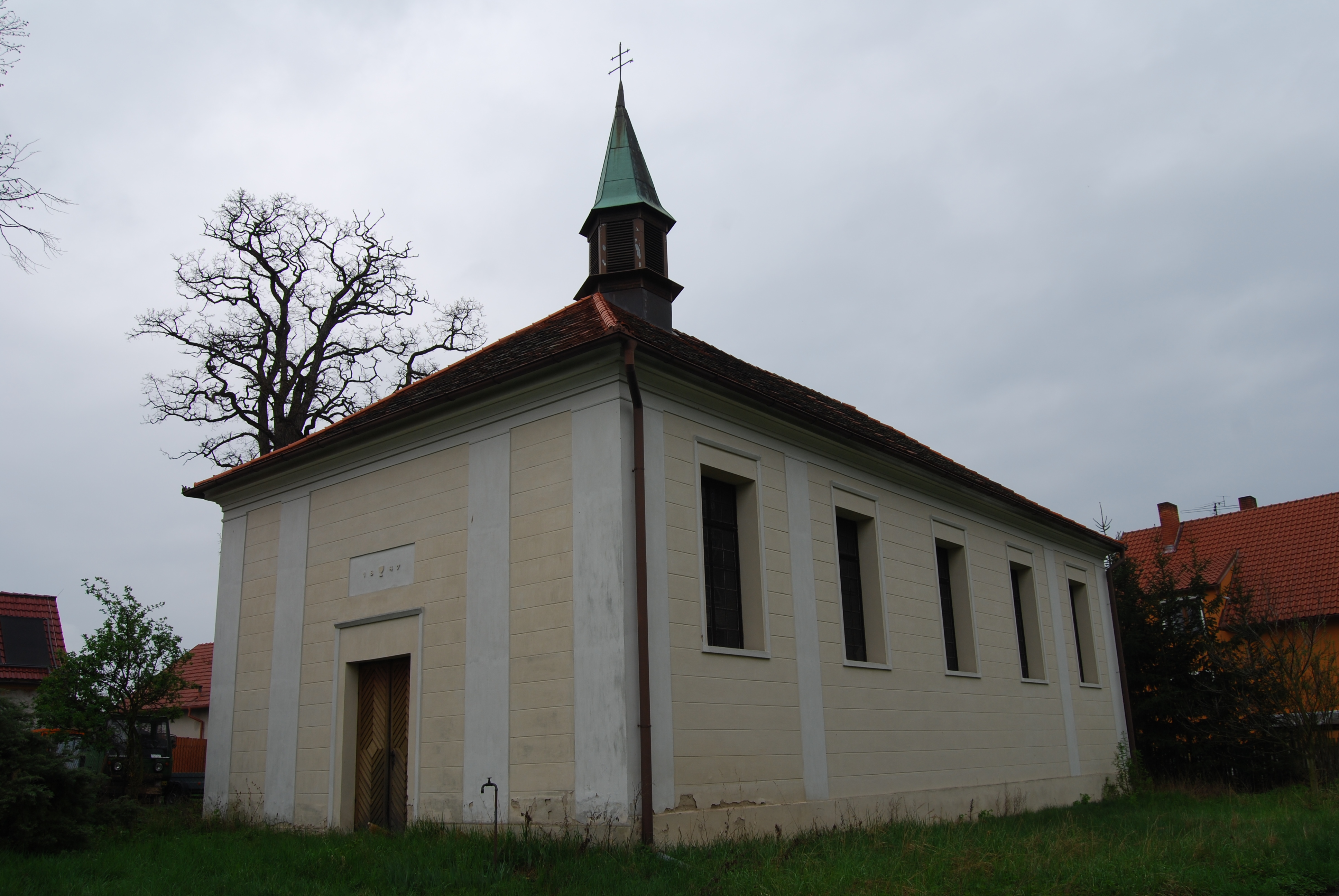
Ehemaliges Evangelisches Bethaus in Rybníky

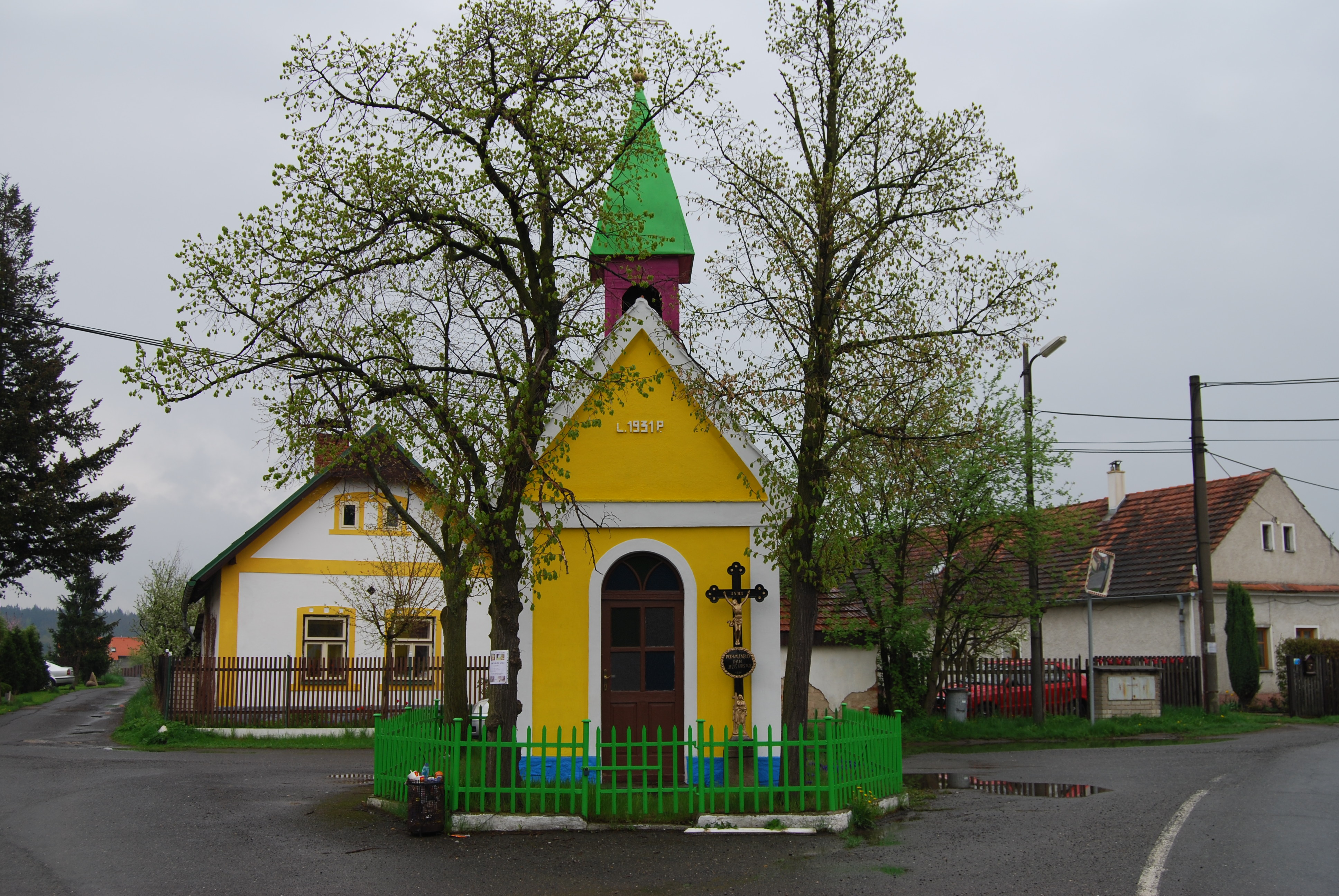
Kapelle des hl. Johannes von Nepomuk in Rybníky

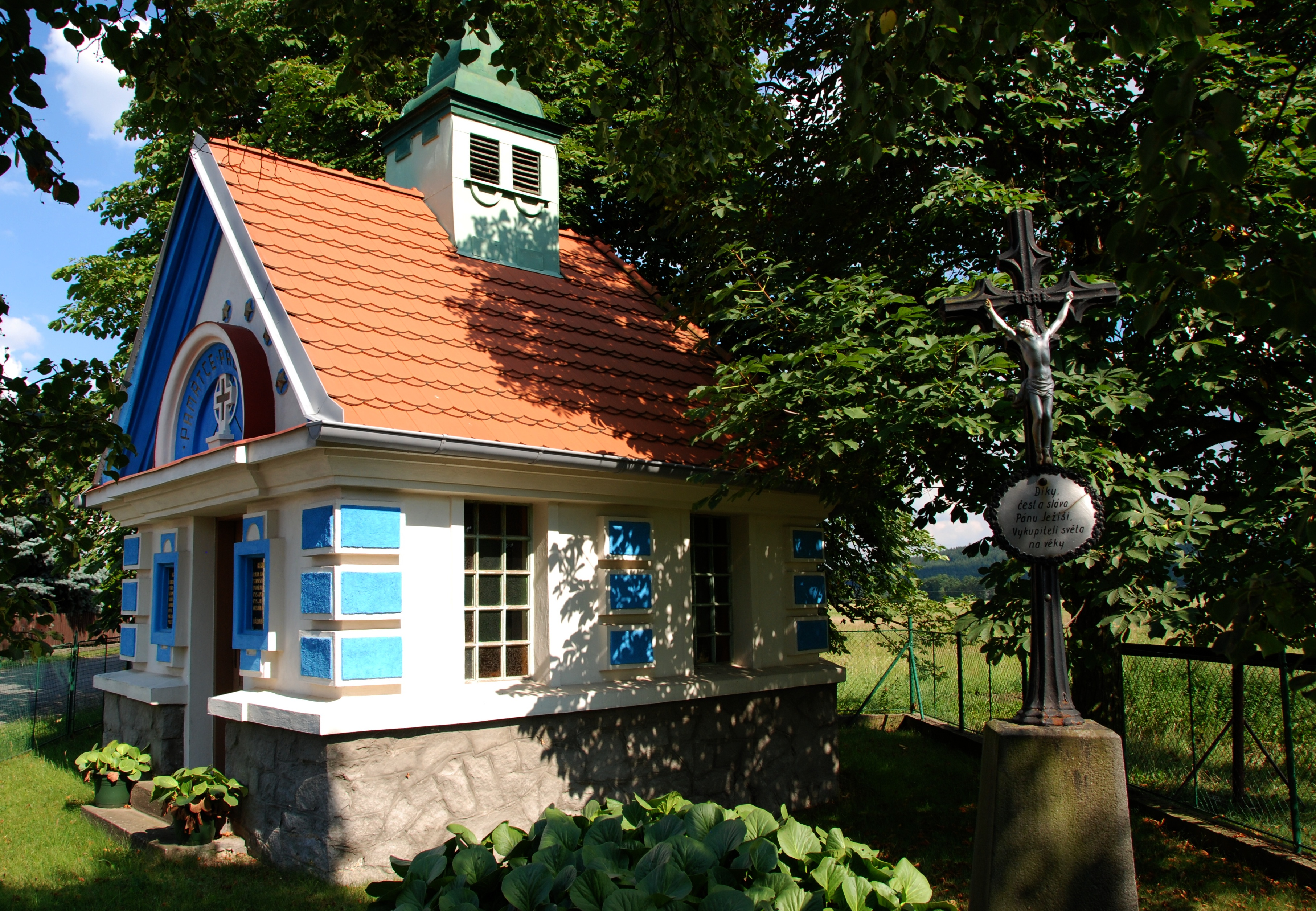
Kapelle Mariä Himmelfahrt bei Budínek

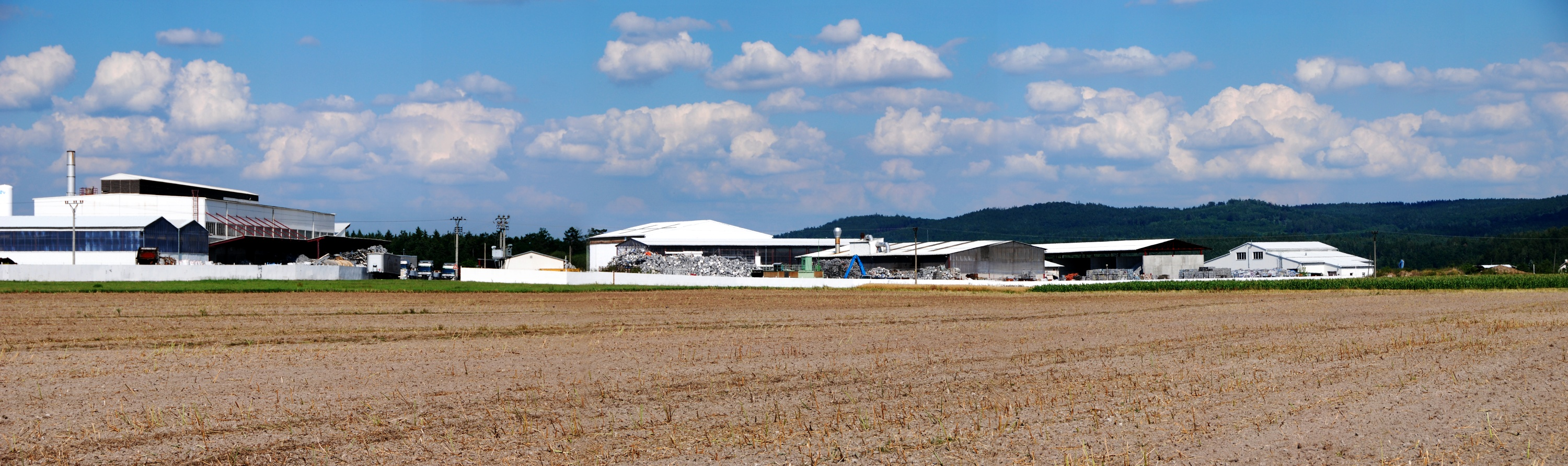
Gewerbegebiet

Rybníky (deutsch Rybnik, auch Ribnik) ist eine Gemeinde in Tschechien. Sie liegt fünf Kilometer südöstlich von Dobříš und gehört zum Okres Příbram.

## Geographie
Rybníky befindet sich in der Dobříšská pahorkatina (Dobrischer Hügelland). Das Dorf liegt linksseitig am Unterlauf des Baches Sychrovský potok, östlich von Rybníky fließt die Kocába. Nördlich erhebt sich der Věžní vrch (387 m n.m.), im Nordosten die Besídka (516 m n.m.), östlich der Na Mýtkách (399 m n.m.), Kořenářův vrch (507 m n.m.) und der Čihadlo (528 m n.m.), im Südosten der Šiberný (419 m n.m.), die Kopanice (481 m n.m.) und der Libický vrch (465 m n.m.) sowie südlich die Varta (457 m n.m.) und der Kozinec (457 m n.m.). Einen halben Kilometer nördlich von Rybníky befindet sich auf der Gemeindegrenze mit Stará Huť ein ausgedehntes Gewerbegebiet. Gegen Süden liegt das stillgelegte Bergwerk Šachta 25. Durch Rybníky verläuft die Staatsstraße II/119 zwischen Dobříš und Sedlčany.
Nachbarorte sind Malá Strana, Stará Huť, Josefovo Údolí und U Pěti Lip im Norden, U Kalouníka, Pouště, Strážovna, Kozí Hory und Chramiště im Nordosten, Hranice und Nový Dvůr im Osten, Vojířovský Mlýn, Drhovy und Drhovce im Südosten, Dolík, Libice und Daleké Dušníky im Süden, Budín im Südwesten, Svaté Pole und Budínek im Westen sowie Kramářka im Nordwesten. 

## Geschichte
Die erste schriftliche Erwähnung des zur Herrschaft Dobříš untertänigen Dorfes Rybníky erfolgte im Jahre 1603. Rybníky war auf dem Gelände eines ausgerissenen großen Teiches angelegt worden. Der Boden war jedoch nass und wenig fruchtbar. Nach der Schlacht am Weißen Berg siedelten sich vertriebene Protestanten in Rybníky an. Im Laufe der Zeit gelang die Trockenlegung des Landes. Am 14. Juni 1630 verkaufte die Böhmische Kammer die Herrschaft Dobřisch mit dem angeschlossenen Gut Heiligfeld mit Ausschluss der Jagd auf Rot- und Schwarzwild erblich an den Oberstjäger der Königreiches Böhmen, Bruno von Mansfeld und Heldrungen. Nachfolgender Besitzer war ab 1644 Franz Maximilian von Mansfeld. Bis 1714 gehörte das Dorf zum Podbrder Kreis, danach wurde es Teil des Berauner Kreises. Nachdem 1780 mit dem Tode von Joseph Wenzel von Mansfeld das Geschlecht im Mannesstamme erloschen war, erbte dessen Schwester Maria Isabella die Herrschaft Dobřisch. Es erfolgte die Namens- und Wappenvereinigung mit der Familie ihres Ehemannes Franz de Paula Gundaker von Colloredo-Waldsee-Mels zum Geschlecht Colloredo-Mannsfeld. Nach dem Toleranzpatent des Kaisers Joseph II. bildete sich 1782 in Rybnik eine Filialgemeinde der böhmischen Prager Evangelischen Kirchgemeinde A.B. Nach Maria Isabellas Tod im Jahre 1794 erbte ihr Sohn Rudolph Joseph II. die Güter. Nach dem Tode des kinderlosen Rudolf Joseph II. von Colloredo-Mannsfeld fiel die Herrschaft 1844 an dessen Neffen Franz de Paula Gundaccar II. von Colloredo-Mannsfeld.
Im Jahre 1846 bestand das Dorf Rybnik bzw. Rybniky aus 36 Häusern mit 237 Einwohnern, darunter neun protestantische Familien des Augsburgischen Bekenntnisses. Abseits lagen drei Mühlen. Pfarrort war Heiligfeld. Am 28. September 1847 wurde das evangelische Bethaus geweiht. Bis zur Mitte des 19. Jahrhunderts blieb Rybnik der Herrschaft Dobřisch untertänig.
Nach der Aufhebung der Patrimonialherrschaften bildete Rybník / Rybnik ab 1850 einen Ortsteil der Gemeinde Drhovy im Gerichtsbezirk Dobříš. 1852 entstand nördlich des Dorfes auf dem Kataster von Althütten der evangelische Friedhof. Zwei Jahre später wurde die Filialgemeinde Rybnik zur Evangelischen Kirchgemeinde erhoben. Ab 1868 gehörte Rybník zum Bezirk Příbram. 1899 wurde Rybníky zu einer Katastralgemeinde von Drhovy. Im selben Jahre gründete sich die Freiwillige Feuerwehr. Zu dieser Zeit bestand das Dorf aus 47 Häusern, in denen 312 Personen lebten. 1931 wurde die Kapelle errichtet. Nach der Gründung der Tschechoslowakei gehörte die Kirchgemeinde Rybníky ab 1918 zur Evangelischen Kirche der Böhmischen Brüder. Im Jahre 1932 lösten sich Budín, Libice und Rybníky von Drhovy los und bildeten die Gemeinde Rybníky. 1937 wurde in Dobříš eine evangelische Kirche errichtet, die Dobříšer Gemeinde bildete zunächst eine Filialgemeinde der Kirchgemeinde Rybníky. Ab 1949 gehörte die Gemeinde Rybníky zum neugebildeten Okres Dobříš, nach dessen Aufhebung wurde die Gemeinde 1960 wieder Teil des Okres Příbram. Die evangelische Pfarrei wurde in der zweiten Hälfte des 20. Jahrhunderts von Rybníky nach Dobříš verlegt. Zu Beginn des Jahres 1988 wurden Rybníky, Budín und Libice nach Dobříš eingemeindet, seit dem 1. Januar 1992 besteht die Gemeinde Rybníky wieder. Zu Beginn der 2000er Jahre entstand an der Gemeindegrenze mit Stará Huť ein ausgedehntes Gewerbegebiet, in dem sich die Unternehmen Anbremetall a.s und Aluhut a.s. niedergelassen haben.

## Gemeindegliederung
Die Gemeinde Rybníky besteht aus den Ortsteilen Budín (Budin), Libice (Libitz) und Rybníky (Rybnik). Grundsiedlungseinheiten sind Budín, Libice, Rybníky und Rybníky-Dolík (Rybniker Mühle). Zu Rybníky gehören außerdem die Einschichten U Kalouníka (Kalaunik) und Vojířovský Mlýn (Wojirowsky-Mühle).
Das Gemeindegebiet gliedert sich in die Katastralbezirke Libice und Rybníky.

## Sehenswürdigkeiten
- Kapelle Mariä Himmelfahrt am östlichen Ortsrand von Budínek auf dem Gemeindegebiet von Rybníky, Kulturdenkmal
- Ehemaliges Evangelisches Bethaus in Rybníky, erbaut 1854. Das Gebäude ist entweiht und wurde zwischen 2006/07 von der Kirche verkauft.
- Kapelle des hl. Johannes von Nepomuk, erbaut 1931
- Gedenkstein für die Gefallenen des Ersten Weltkrieges, enthüllt 1921, er wurde 1960 zum Gedenkstein der Legionäre umgestaltet.
- Gedenktafel für Josef Soukup, enthüllt 1935
- Nischenkapelle in Libice
- Zwei Wegkreuze bei Budín und Libice
- Ehemalige Wassermühle Jindřichův mlýn in Dolík; sie dient heute als Gaststätte und Pension.
- Evangelischer Friedhof Stará Huť an der Gemeindegrenze am Gewerbegebiet. Hier befindet sich u. a. das Grabmal für Louis Reuß.[7]